# Старе Ґарбово
Старе Ґарбово (пол. Stare Garbowo) — село в Польщі, у гміні Кобилін-Божими Високомазовецького повіту Підляського воєводства.
Населення — 78 осіб (2011).
У 1975-1998 роках село належало до Ломжинського воєводства.

## Демографія
Демографічна структура станом на 31 березня 2011 року:
|          | Загалом | Допрацездатний вік | Працездатний вік | Постпрацездатний вік |
| -------- | ------- | ------------------ | ---------------- | -------------------- |
| Чоловіки | 47      | 8                  | 34               | 5                    |
| Жінки    | 31      | 3                  | 21               | 7                    |
| Разом    | 78      | 11                 | 55               | 12                   |